# Short track na Zimowych Igrzyskach Olimpijskich 2018 – sztafeta mężczyzn
Sztafeta mężczyzn rozgrywana w ramach short tracku na Zimowych Igrzyskach Olimpijskich 2018 odbyła się 13 i 22 lutego w Gangneung Ice Arena w Gangneung.
Mistrzostwo olimpijskie wywalczyli Węgrzy, na drugim miejscu podium stanęli Chińczycy, a brąz przypadł sztafecie Kanady.

## Terminarz
| Data      | Konkurencja | Godzina rozpoczęcia | Godzina rozpoczęcia |
| Data      | Konkurencja | UTC+09:00           | CET                 |
| --------- | ----------- | ------------------- | ------------------- |
| 13 lutego | Półfinały   | 20:32               | 12:32               |
| 22 lutego | Finał       | 20:52               | 12:52               |

## Wyniki

### Półfinały
- QA – awans do finału A
- QB – awans do finału B

| Miejsce | Grupa | Reprezentacja            | Zawodnicy                                                                  | Czas     | Uwagi  |
| ------- | ----- | ------------------------ | -------------------------------------------------------------------------- | -------- | ------ |
| 1.      | 1     | Chińska Republika Ludowa | Wu Dajing Han Tianyu Ren Ziwei Xu Hongzhi                                  | 6:36,605 | QA     |
| 2.      | 1     | Kanada                   | Samuel Girard Charles Hamelin Charle Cournoyer Pascal Dion                 | 6:41,042 | QA     |
| 3.      | 1     | Kazachstan               | Denis Nikisza Nurbergen Żumagazijew Abzał Ażgalijew Jerkebulan Szamuchanow | 6:47,727 | QB     |
| -       | 1     | Holandia                 | Sjinkie Knegt Daan Breeuwsma Itzhak de Laat Dennis Visser                  |          | DSQ    |
| 1.      | 2     | Korea Południowa         | Hwang Dae-heon Kim Do-kyoum Kwak Yoon-gy Lim Hyo-jun                       | 6:34,510 | QA, OR |
| 2.      | 2     | Węgry                    | Shaoang Liu Shaolin Sándor Liu Viktor Knoch Csaba Burján                   | 6:34,866 | QA     |
| 3.      | 2     | Stany Zjednoczone        | J.R. Celski John-Henry Krueger Thomas Hong Aaron Tran                      | 6:36,867 | QB     |
| 4.      | 2     | Japonia                  | Keita Watanabe Ryosuke Sakazume Kazuki Yoshinaga Hiroki Yokoyama           | 6:42,655 | QB     |

### Finały

#### Finał B
| Miejsce | Reprezentacja     | Zawodnicy                                                                  | Czas     | Uwagi |
| ------- | ----------------- | -------------------------------------------------------------------------- | -------- | ----- |
| 5.      | Stany Zjednoczone | J.R. Celski John-Henry Krueger Thomas Hong Aaron Tran                      | 6:52,708 |       |
| 6.      | Kazachstan        | Denis Nikisza Nurbergen Żumagazijew Abzał Ażgalijew Jerkebulan Szamuchanow | 6:52,791 |       |
| 7.      | Japonia           | Keita Watanabe Ryosuke Sakazume Kazuki Yoshinaga Hiroki Yokoyama           | 7:02,554 |       |

#### Finał A
| Miejsce | Reprezentacja            | Zawodnicy                                                  | Czas     | Uwagi |
| ------- | ------------------------ | ---------------------------------------------------------- | -------- | ----- |
| 1.      | Węgry                    | Shaoang Liu Shaolin Sándor Liu Viktor Knoch Csaba Burján   | 6:31,971 | OR    |
| 2.      | Chińska Republika Ludowa | Wu Dajing Han Tianyu Xu Hongzhi Chen Dequan                | 6:32,035 |       |
| 3.      | Kanada                   | Samuel Girard Charles Hamelin Charle Cournoyer Pascal Dion | 6:32,282 |       |
| 4.      | Korea Południowa         | Seo Yi-ra Kim Do-kyoum Kwak Yoon-gy Lim Hyo-jun            | 6:42,118 |       |